# UFC 285
UFC 285: Jones vs. Gane（ユーエフシー￼・ツーエイティファイブ：ジョーンズ・バーサス・ガーヌ）は、アメリカ合衆国の総合格闘技団体「UFC」の大会の一つ。2023年3月4日、ネバダ州ラスベガスのT-モバイル・アリーナで開催された。

## 大会概要
本大会はジョン・ジョーンズとシリル・ガーヌによるUFC世界ヘビー級王座決定戦、王者ヴァレンティーナ・シェフチェンコと挑戦者アレクサ・グラッソによるUFC世界女子フライ級タイトルマッチが組まれた。

## 試合結果

### アーリープレリム
第1試合 ライト級 5分3R
○  ルイク・ラジャボフ vs.  エステバン・リボビクス ×
3R終了 判定3-0（29-28、29-28、29-28）
第2試合 バンタム級 5分3R
○  ファリド・バシャラート vs.  ダモン・ブラックシア ×
3R終了 判定3-0（29-28、29-28、29-28）
第3試合 女子ストロー級 5分3R
○  タバサ・リッチ vs.  ジェシカ・ペネ ×
2R 2:14 腕ひしぎ十字固め
第4試合 137ポンド契約 5分3R
○  キャメロン・サーイマン vs.  マーナ・マルティネス ×
3R終了 判定2-0（29-26、28-27、28-28）
※マルティネスの体重超過によりウェルター級から変更。
第5試合 ウェルター級 5分3R
○  イアン・ギャリー vs.  ソン・ケナン ×
3R 4:22 TKO（スタンドパンチ連打→パウンド）

### プレリミナリーカード
第6試合 ミドル級 5分3R
○  マルク＝アンドレ・バリオー vs.  ジュリアン・マルケス ×
2R 4:12 TKO（スタンドパンチ連打）
第7試合 女子フライ級 5分3R
○  アマンダ・ヒバス vs.  ビビアン・アラウジョ ×
3R終了 判定3-0（29-27、30-26、30-27）
第8試合 ミドル級 5分3R
○  ドリカス・デュ・プレシ vs.  デレク・ブランソン ×
2R 4:59 TKO（コーナーストップ）
第9試合 バンタム級 5分3R
○  コーディ・ガーブラント vs.  トレヴィン・ジョーンズ ×
3R終了 判定3-0（29-28、29-28、29-28）

### メインカード
第10試合 ミドル級 5分3R
○  ボー・ニッカル vs.  ジェイミー・ピケット ×
1R 2:54 肩固め
第11試合 ライト級 5分3R
○  マテウス・ガムロット vs.  ジェイリン・ターナー ×
3R終了 判定2-1（29-28、28-29、30-27）
第12試合 175ポンド契約 5分3R
○  シャフカト・ラフモノフ vs.  ジェフ・ニール ×
3R 4:17 リアネイキドチョーク
※ニールの体重超過によりウェルター級から変更。
第13試合 UFC世界女子フライ級タイトルマッチ 5分5R
○  アレクサ・グラッソ vs.  ヴァレンティーナ・シェフチェンコ ×
4R 4:34 ネッククランク
※グラッソが王座獲得に成功。
第14試合 UFC世界ヘビー級王座決定戦 5分5R
○  ジョン・ジョーンズ vs.  シリル・ガーヌ ×
1R 2:04 ギロチンチョーク
※ジョーンズが王座獲得に成功。

### 各賞
ファイト・オブ・ザ・ナイト：シャフカト・ラフモノフ vs. ジェフ・ニール
パフォーマンス・オブ・ザ・ナイト：ジョン・ジョーンズ、アレクサ・グラッソ、ボー・ニッカル
各選手にはボーナスとして5万ドルが授与された。

### カード変更
負傷などによるカードの変更は以下の通り。